# CETN1
Centrina-1 é uma proteína que nos humanos é codificada pelo gene CETN1. Pertence à família de proteínas denominadas centrinas.
A proteína codificada por este gene desempenha um papel importante na determinação da posição e segregação do centrossoma e no processo de separação dos microtúbulos. Esta proteína codificada é deslocalizada para o centrossoma das células em interfase, sendo redistribuída para a região dos pólos do fuso durante a mitose, reflectindo o comportamento dinâmico do centrossoma durante o ciclo celular.

## Further reading
- Tsang WY, Spektor A, Luciano DJ,;  et al. (2006). «CP110 cooperates with two calcium-binding proteins to regulate cytokinesis and genome stability.». Mol. Biol. Cell. 17 (8): 3423–34. PMC 1525247. PMID 16760425. doi:10.1091/mbc.E06-04-0371
- Zhao ZS, Lim JP, Ng YW,;  et al. (2006). «The GIT-associated kinase PAK targets to the centrosome and regulates Aurora-A.». Mol. Cell. 20 (2): 237–49. PMID 16246726. doi:10.1016/j.molcel.2005.08.035
- Poole E, Strappe P, Mok HP,;  et al. (2005). «HIV-1 Gag-RNA interaction occurs at a perinuclear/centrosomal site; analysis by confocal microscopy and FRET.». Traffic. 6 (9): 741–55. PMID 16101678. doi:10.1111/j.1600-0854.2005.00312.x
- Gerhard DS, Wagner L, Feingold EA,;  et al. (2004). «The status, quality, and expansion of the NIH full-length cDNA project: the Mammalian Gene Collection (MGC).». Genome Res. 14 (10B): 2121–7. PMC 528928. PMID 15489334. doi:10.1101/gr.2596504
- Strausberg RL, Feingold EA, Grouse LH,;  et al. (2003). «Generation and initial analysis of more than 15,000 full-length human and mouse cDNA sequences.». Proc. Natl. Acad. Sci. U.S.A. 99 (26): 16899–903. PMC 139241. PMID 12477932. doi:10.1073/pnas.242603899
- Lutz W, Lingle WL, McCormick D,;  et al. (2001). «Phosphorylation of centrin during the cell cycle and its role in centriole separation preceding centrosome duplication.». J. Biol. Chem. 276 (23): 20774–80. PMID 11279195. doi:10.1074/jbc.M101324200
- Laoukili J, Perret E, Middendorp S,;  et al. (2000). «Differential expression and cellular distribution of centrin isoforms during human ciliated cell differentiation in vitro.». J. Cell. Sci. 113. (Pt 8): 1355–64. PMID 10725219